# HC Oceláři Třinec v české hokejové extralize 2001/2002

## Zajímavosti
- HC Oceláři Třinec - HC Sparta Praha 1:4
- V sezoně 2001/2002 v neděli 28.10.2001 v Litvínově vstřelil Richard Král 250 gol v extralize

## Základní část

### HC Excalibur Znojemští Orli
- 11.10.2001 HC Oceláři Třinec - HC Excalibur Znojemští Orli 1 : 3 (1 : 2, 0 : 1, 0 : 0)
- 25.11.2001 HC Excalibur Znojemští Orli - HC Oceláři Třinec 1 : 3 (0 : 1, 1 : 1, 0 : 1)
- 11.01.2002 HC Oceláři Třinec - HC Excalibur Znojemští Orli 5 : 2 (1 : 0, 1 : 1, 3 : 1)
- 05.03.2002 HC Excalibur Znojemští Orli - HC Oceláři Třinec 6 : 4 (2 : 0, 2 : 4, 2 : 0)

### HC Chemopetrol Litvínov
- 23.09.2001 HC Oceláři Třinec - HC Chemopetrol Litvínov 0 : 4 (0 : 1, 0 : 2, 0 : 1)
- 28.10.2001 HC Chemopetrol Litvínov - HC Oceláři Třinec 0 : 2 (0 : 1, 0 : 1, 0 : 0)
- 11.12.2001 HC Oceláři Třinec - HC Chemopetrol Litvínov 4 : 2 (0 : 0, 3 : 2, 1 : 0)
- 27.01.2002 HC Chemopetrol Litvínov - HC Oceláři Třinec 3 : 1 (0 : 0, 0 : 1, 3 : 0)

### HC Vagnerplast Kladno
- 17.09.2001 HC Oceláři Třinec - HC Vagnerplast Kladno 4 : 2 (1 : 1, 1 : 0, 2 : 1)
- 23.10.2001 HC Vagnerplast Kladno - HC Oceláři Třinec 3 : 2 PP (0 : 1, 1 : 0, 1 : 1 - 1 : 0) - branka v prodloužení 61:10 Tomáš Plekanec
- 06.12.2001 HC Oceláři Třinec - HC Vagnerplast Kladno 2 : 0 (1 : 0, 1 : 0, 0 : 0)
- 21.01.2002 HC Vagnerplast Kladno - HC Oceláři Třinec 5 : 1 (1 : 0, 1 : 0, 3 : 1)

### HC Femax Havířov
- 07.10.2001 HC Femax Havířov - HC Oceláři Třinec 3 : 5 (1 : 2, 2 : 2, 0 : 1)
- 22.11.2001 HC Oceláři Třinec - HC Femax Havířov 3 : 8 (2 : 1, 1 : 4, 0 : 3)
- 08.01.2002 HC Femax Havířov - HC Oceláři Třinec 2 : 4 (1 : 1, 1 : 1, 0 : 2)
- 03.03.2002 HC Oceláři Třinec - HC Femax Havířov 1 : 2 (0 : 1, 0 : 1, 1 : 1)

### HC Sparta Praha
- 04.10.2001 HC Oceláři Třinec - HC Sparta Praha 5 : 4 (2 : 1, 0 : 2, 3 : 1)
- 19.11.2001 HC Sparta Praha - HC Oceláři Třinec 8 : 4 (1 : 2, 3 : 2, 4 : 0)
- 06.01.2002 HC Oceláři Třinec - HC Sparta Praha 2 : 5 (0 : 1, 1 : 3, 1 : 1)
- 01.03.2002 HC Sparta Praha - HC Oceláři Třinec 9 : 1 (3 : 0, 3 : 0, 3 : 1)

### HC IPB Pojišťovna Pardubice
- 17.10.2001 HC IPB Pojišťovna Pardubice - HC Oceláři Třinec 2 : 3 PP (0 : 0, 2 : 2, 0 : 0, 0 : 1) - branka v prodloužení 63:45 Richard Král
- 26.11.2001 HC Oceláři Třinec - HC IPB Pojišťovna Pardubice 1 : 3 (1 : 1, 0 : 1, 0 : 1)
- 01.12.2001 HC Oceláři Třinec - HC IPB Pojišťovna Pardubice 5 : 0 (3 : 0, 2 : 0, 0 : 0)
- 18.01.2002 HC IPB Pojišťovna Pardubice - HC Oceláři Třinec 4 : 2 (1 : 0, 2 : 0, 1 : 2)

### HC Vsetín
- 11.09.2001 HC Vsetín - HC Oceláři Třinec 5 : 5 PP (0 : 1, 3 : 3, 2 : 1, 0 : 0)
- 14.10.2001 HC Oceláři Třinec - HC Vsetín 5 : 4 (1 : 1, 2 : 1, 2 : 2)
- 30.11.2001 HC Vsetín - HC Oceláři Třinec 3 : 4 (1 : 1, 0 : 2, 2 : 1)
- 13.01.2002 HC Oceláři Třinec - HC Vsetín 3 : 4 PP (0 : 0, 2 : 1, 1 : 2, 0 : 1) - branka v prodloužení 60:53 Rostislav Vlach

### HC České Budějovice
- 28.09.2001 HC Oceláři Třinec - HC České Budějovice 4 : 5 PP (0 : 1, 2 : 1, 1 : 1, 0 : 1) - branka v prodloužení 63.minuta Petr Sailer
- 01.11.2001 HC České Budějovice - HC Oceláři Třinec 5 : 3 (3 : 2, 2 : 1, 0 : 0)
- 27.12.2001 HC Oceláři Třinec - HC České Budějovice 3 : 1 (0 : 1, 0 : 0, 3 : 0)
- 04.02.2002 HC České Budějovice - HC Oceláři Třinec 3 : 0 (2 : 0, 1 : 0, 0 : 0)

### HC Continental Zlín
- 29.09.2001 HC Continental Zlín - HC Oceláři Třinec 2 : 6 (0:2, 1:1, 1:3)
- 17.11.2001 HC Oceláři Třinec - HC Continental Zlín 4 : 0 (0:0, 1:0, 3:0)
- 29.12.2001 HC Continetal Zlín - HC Oceláři Třinec 3 : 1 (0:0, 1:0, 2:1)
- 08.02.2002 HC Oceláři Třinec - HC Continental Zlín 4 : 3 PP (1:2, 1:1, 1:0 - 1:0) - branka v prodloužení 60:26 Jiří Hašek

### HC Becherovka Karlovy Vary
- 01.10.2001 HC Becherovka Karlovy Vary - HC Oceláři Třinec 1 : 3 (1 : 1, 0 : 2, 0 : 0)
- 18.11.2001 HC Oceláři Třinec - HC Becherovka Karlovy Vary 1 : 2 (0 : 1, 1 : 1, 0 : 0)
- 04.01.2002 HC Becherovka Karlovy Vary - HC Oceláři Třinec 2 : 3 (0 : 2, 2 : 0, 1 : 0)
- 26.02.2002 HC Oceláři Třinec - HC Becherovka Karlovy Vary 6 : 1 (2 : 0, 3 : 0, 1 : 1)

### HC Slavia Praha
- 24.09.2001 HC Slavia Praha - HC Oceláři Třinec 6 : 2 (0 : 1, 1 : 1, 5 : 0)
- 29.10.2001 HC Oceláři Třinec - HC Slavia Praha 3 : 1 (1 : 0, 0 : 0, 2 : 1)
- 25.12.2001 HC Slavia Praha - HC Oceláři Třinec 1 : 1 PP (0 : 1, 0 : 0, 1 : 0, 0 : 0)
- 03.02.2002 HC Oceláři Třinec - HC Slavia Praha 4 : 5 PP (0 : 3, 0 : 1, 4 : 0, 0 : 1) - branka v prodloužení 62:25 Daniel Branda

### HC Keramika Plzeň
- 13.09.2001 HC Keramika Plzeň - HC Oceláři Třinec 6 : 8 (2 : 4, 2 : 1, 2 : 3) - hetrik Pavel Janků
- 21.10.2001 HC Keramika Plzeň - HC Oceláři Třinec 4 : 5 (1 : 0, 2 : 1, 1 : 4)
- 03.12.2001 HC Oceláři Třinec - HC Keramika Plzeň 1 : 3 (1 : 1, 0 : 1, 0 : 1)
- 18.01.2002 HC Oceláři Třinec - HC Keramika Plzeň 4 : 6 (3 : 1, 0 : 4, 1 : 1)

### HC Vítkovice
- 20.09.2001 HC Vítkovice - HC Oceláři Třinec 1 : 2 (0 : 1, 0 : 0, 1 : 1)
- 26.10.2001 HC Oceláři Třinec - HC Vítkovice 2 : 4 (1 : 2, 0 : 0, 1 : 2)
- 08.12.2001 HC Vítkovice - HC Oceláři Třinec 0 : 2 (0 : 0, 0 : 1, 0 : 1)
- 24.01.2002 HC Oceláři Třinec - HC Vítkovice 1 : 3 (1 : 1, 0 : 1, 0 : 1)

## Play-off -Sezona 2001 / 2002
|  | Čtvrtfinále  | Čtvrtfinále  |              |   | Semifinále | Semifinále |  |  | Finále | Finále |
|  |              |              |              |   |            |            |  |  |        |        |
|  |              |              |              |   |            |            |  |  |        |        |
|  | Sparta Praha | 4            |              |   |            |            |  |  |        |        |
|  | Sparta Praha | 4            |              |   |            |            |  |  |        |        |
|  | Třinec       | 2            |              |   |            |            |  |  |        |        |
|  | Třinec       | 2            | Sparta Praha | 3 |            |            |  |  |        |        |
|  |              |              | Sparta Praha | 3 |            |            |  |  |        |        |
|  |              | Slavia Praha | 0            |   |            |            |  |  |        |        |
|  | Slavia Praha | Slavia Praha | 0            | 4 |            |            |  |  |        |        |
|  | Slavia Praha |              |              | 4 |            |            |  |  |        |        |
|  | Pardubice    | 2            |              |   |            |            |  |  |        |        |
|  | Pardubice    | 2            | Sparta Praha | 3 |            |            |  |  |        |        |
|  |              |              | Sparta Praha | 3 |            |            |  |  |        |        |
|  |              | Vítkovice    | 1            |   |            |            |  |  |        |        |
|  | Znojmo       | Vítkovice    | 1            | 3 |            |            |  |  |        |        |
|  | Znojmo       |              |              | 3 |            |            |  |  |        |        |
|  | Zlín         | 4            |              |   |            |            |  |  |        |        |
|  | Zlín         | 4            | Zlín         | 1 |            |            |  |  |        |        |
|  |              |              | Zlín         | 1 |            |            |  |  |        |        |
|  |              | Vítkovice    | 3            |   |            |            |  |  |        |        |
|  | Plzeň        | Vítkovice    | 3            | 2 |            |            |  |  |        |        |
|  | Plzeň        |              |              | 2 |            |            |  |  |        |        |
|  | Vítkovice    | 4            |              |   |            |            |  |  |        |        |
|  | Vítkovice    | 4            |              |   |            |            |  |  |        |        |

## Play off (čtvrtfinále)

### HC Oceláři Třinec-HC Sparta Praha2:4 na zápasy
1. utkání
|  | HC Sparta Praha | 5 - 1         | HC Oceláři Třinec |  |
|  | HC Sparta Praha | (1:0,3:0,1:1) | HC Oceláři Třinec |  |

| Souhrn zápasu Report | Souhrn zápasu Report                                                                                  | Souhrn zápasu Report | Souhrn zápasu Report | Souhrn zápasu Report |
| -------------------- | --- | -------------------- | -------------------- | -------------------- |
|                      | 18:12 Ondřej Kratěna 30:48 Michal Broš 33:06 Róbert Tomík 38:36 František Ptáček 58:43 Ondřej Kratěna |                      | 53:09 Ladislav Vlček |                      |

2. utkání
|  | HC Sparta Praha | 6 - 4         | HC Oceláři Třinec |  |
|  | HC Sparta Praha | (4:1,1:2,1:1) | HC Oceláři Třinec |  |

| Souhrn zápasu Report | Souhrn zápasu Report | Souhrn zápasu Report | Souhrn zápasu Report                                                          | Souhrn zápasu Report |
| -------------------- | --- | -------------------- | ----------------------------------------------------------------------------- | -------------------- |
|                      | 01:55 Jaroslav Hlinka 11:17 Pavel Kašpařík 12:37 Jiří Zelenka 15:29 Ondřej Kratěna 38:59 Róbert Tomík 59:52 Jaroslav Hlinka |                      | 18:45 Petr Gřegořek 21:26 Miloslav Gureň 27:37 Marek Zadina 51:21 Pavel Janků |                      |

3. utkání
|  | HC Oceláři Třinec | 2 - 4         | HC Sparta Praha |  |
|  | HC Oceláři Třinec | (0:1,1:0,1:3) | HC Sparta Praha |  |

| Souhrn zápasu Report | Souhrn zápasu Report                  | Souhrn zápasu Report | Souhrn zápasu Report                                                         | Souhrn zápasu Report |
| -------------------- | ------------------------------------- | -------------------- | ---------------------------------------------------------------------------- | -------------------- |
|                      | 36:44 Marek Zadina 58:41 Marek Zadina |                      | 05:30 Michal Broš 41:58 Václav Novák 52:01 Michal Broš 54:59 Jaroslav Hlinka |                      |

4. utkání
|  | HC Oceláři Třinec | 4 - 3 SN          | HC Sparta Praha |  |
|  | HC Oceláři Třinec | (1:1,2:2,0:0,0:0) | HC Sparta Praha |  |

| Souhrn zápasu Report | Souhrn zápasu Report                                                                             | Souhrn zápasu Report | Souhrn zápasu Report                                              | Souhrn zápasu Report |
| -------------------- | ------------------------------------------------------------------------------------------------ | -------------------- | ----------------------------------------------------------------- | -------------------- |
|                      | 14:01 Jan Marek 33:53 Richard Král 36:53 Pavel Janků rozhodující SN Marek Zadina video zde a zde |                      | 11:16 František Ptáček 39:21 Ondřej Kratěna 39:41 Jaroslav Hlinka |                      |

5. utkání
|  | HC Sparta Praha | 3 - 7         | HC Oceláři Třinec |  |
|  | HC Sparta Praha | (0:3,3:3,0:1) | HC Oceláři Třinec |  |

| Souhrn zápasu Report | Souhrn zápasu Report                                      | Souhrn zápasu Report | Souhrn zápasu Report | Souhrn zápasu Report |
| -------------------- | --------------------------------------------------------- | -------------------- | --- | -------------------- |
|                      | 28:15 Martin Chabada 28:45 Jiří Zelenka 37:46 Michal Broš |                      | 10:27 Petr Gřegořek 12:51 Marek Zadina 17:29 Richard Král 32:00 Zdeněk Skořepa 33:10 Richard Král 39:55 Pavel Janků 56:37 David Nosek |                      |

6. utkání
|  | HC Oceláři Třinec | 1 - 4         | HC Sparta Praha |  |
|  | HC Oceláři Třinec | (1:0,0:0,0:4) | HC Sparta Praha |  |

| Souhrn zápasu Report | Souhrn zápasu Report | Souhrn zápasu Report | Souhrn zápasu Report                                                             | Souhrn zápasu Report |
| -------------------- | -------------------- | -------------------- | -------------------------------------------------------------------------------- | -------------------- |
|                      | 07:04 Marek Zadina   |                      | 51:46 Jiří Zelenka 57:02 Radek Bělohlav 58:38 Jaroslav Hlinka 59:29 Róbert Tomík |                      |

- 57:02 Radek Bělohlav, 58:38 Jaroslav Hlinka, 59:29 Róbert Tomík. V zápase sice Sparta zvítězila 4:1, ale dvě poslední branky dala Třinci v 59 a 60 minutě.Šindler nepotrestal v závěrečné třetině šestého čtvrtfinálového zápasu Třince se Spartou zákrok vysokou holí Václava Nováka, po kterém musel s krvavým zraněním v obličeji vyhledat ošetření třinecký bek Petr Gřegořek.Třinec přišel o možnost hrát přesilovku na 2+2 min.). Čárový rozhodčí Blümel pak špatně vyhodnotil situaci před druhým gólem domácích, již zastavil kvůli domnělému postavení mimo hru a Třinec tak přišel o možnost vést v zápase 2:0. Rozhodčí Blümel a Šindler byli potrestáni.
- HC Oceláři Třinec - HC Sparta Praha Série 2 : 4

### Statistiky HC Oceláři Třinec
| Základní část | Základní část | Základní část | Základní část | Play off | Play off | Play off | Play off |
| Ročník        | Útočníci      | Obránci       | Brankáři      | Útočníci | Obránci  | Brankáři |          |
| ------------- | ------------- | ------------- | ------------- | -------- | -------- | -------- | -------- |
| 2001/2002     | Zde           | Zde           | Zde           | Zde      | Zde      | Zde      |          |

## Hráli za Třinec
- Brankáři Vlastimil Lakosil (35 ZČ + 5 play off) • Martin Vojtek (22 ZČ + 2 play off) • Lukáš Heczko (1 ZČ)
- Obránci Mario Cartelli • Petr Gřegořek • Jan Slavík • Jiří Kuntoš • Miloslav Gureň • Petr Jančařík • Libor Procházka • David Nosek • Marek Chvátal • Tomáš Houdek
- Útočníci Richard Král –  • Marek Zadina • Jan Boháč • Pavel Janků • Branislav Jánoš • Roman Meluzín • Jan Marek • Zdeněk Skořepa • David Appel • Jiří Hašek • Michal Kolařík • Dušan Frosch • Ladislav Vlček • Aleš Staněk • Pavel Zdráhal • Rostislav Sabela • Patrik Moskal • Jan Daneček
- Hlavní trenér Antonín Stavjaňa